# Жумысшы (Уалихановский район)
Жумысшы (каз. Жұмысшы) — упразднённое село в Уалихановском районе Северо-Казахстанской области Казахстана. Входило в состав Бидайыкского сельского округа. Исключено из учётных данных в 2024 году.
Код КАТО — 596435300.

## География
Расположено около озера Теке.

## Население
В 1999 году население села составляло 215 человек (109 мужчин и 106 женщин). По данным переписи 2009 года, в селе проживало 112 человек (52 мужчины и 60 женщин).